# Ghellerburg
Die Ghellerburg, auch Gellerburg oder Ghellerborch, in Braunschweig war ein 1435 errichtetes Fachwerkhaus im Weichbild Neustadt, Alte Waage 2, in Nachbarschaft der Alten Waage.
Der sechs Spann breite Bau besaß ein Zwischengeschoss und ein Obergeschoss. Bekannt wurde es durch eine der frühestdatierten Braunschweiger Hausinschriften am Schwellbalken des Obergeschosses: „Du droch, dit is de Ghellerborch, nach heren van Gelleren bin ek ghenannt. Ik ruke den braden vaken ungheladen. MCCCCXXXV.“ Die hochdeutsche Übertragung lautet: „Du Schalk, dies ist die Ghellerburg, nach Herrn von Gheller bin ich genannt, ich rieche den Braten oft ungeladen. 1435.“ Daneben war das Bild eines lüstern aussehenden Menschenkopfes ausgehauen.
Mit der spöttisch-derben Inschrift wurde vermutlich auf das naheliegende Neustadtrathaus angespielt, in dem der „Küchenrat“ zusammentraf und politische Beschlüsse fasste. Der Hausbesitzer, wobei für die erste Hälfte des 15. Jahrhunderts ein Hans von Geleren nachweisbar ist, konnte somit unfreiwillig „den Braten riechen“. Eine Familie von Ghellern wohnte bereits 1412 in der Neustadt. Seit 1523 wurde das Haus als „Nigengelreborch“, neue Ghellerburg, bezeichnet. Der Bau wurde während des Zweiten Weltkriegs zerstört.